# Feldspathoïde

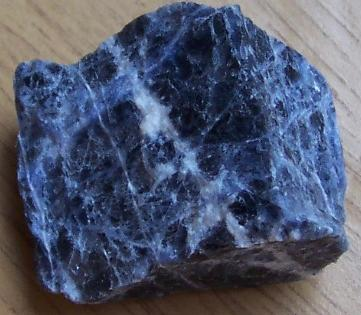
La sodalite est une feldspathoïde.

Les feldspathoïdes sont des minéraux anhydres appartenant à la famille des tectosilicates et chimiquement proches des feldspaths. La structure est plus ouverte de celle des feldspaths et les cations (sodium, potassium, calcium ...) occupent des cavités généralement plus grandes que celles des feldspaths, cavités qui forment des canaux dans lesquels des ions peuvent entrer et sortir et où de petites molécules peuvent circuler sans détruire la structure.
Certains magmas sont si riches en silice qu’ils forment des roches riches en quartz (roche acides). D'autres magmas ont juste ce qu'il faut de silice pour former des silicates, principalement des feldspaths, mais pas assez pour former du quartz. D'autres ont encore moins de silice et ne peuvent pas former de feldspaths : ils forment alors des feldspathoïdes, qui contiennent seulement environ les 2/3 de la silice présente dans les feldspaths alcalins. Évidemment la coexistence feldspathoïdes – quartz dans le système Na2O – Al2O3 – SiO2 n’est pas possible : s’il y a assez de silice pour former des feldspaths, minéraux très stables et de composition intermédiaire entre les feldspathoïdes et le quartz, on n’observe pas de feldspathoïdes.
De nombreuses roches contiennent des feldspathoïdes, mais les principales sont les syénites néphéliniques et les syénites à leucite : la région où ces roches sont le plus abondant est la péninsule de Kola, dans la Russie nord-occidentale. 
Les feldspathoïdes peuvent être classés sur la base de leur structure cristalline :
- feldspathoïdes à structure dérivée du quartz : β-eucriptite LiAlSiO4
- feldspathoïdes à structure dérivée de la cristobalite : Leucite KAlSi2O6 Pollucite CsAlSi2O6·H2O Analcime NaAlSi2O6·H2O
- feldspathoïdes à structure dérivée de la tridymite : Kalsilite KAlSiO4 Néphéline Na3KAl4Si4O16 Carnégieite NaAlSiO4
- scapolites
- Groupe de la sodalite
- pétalite LiAlSi4O10